# Clifford Robinson
Clifford Ralph Robinson (* 16. Dezember 1966 in Buffalo, New York; † 29. August 2020 in Portland, Oregon) war ein US-amerikanischer Basketballspieler, der von 1989 bis 2007 in der National Basketball Association (NBA) aktiv war.

## Werdegang
Robinsons erfolgreichste Zeit hatte er bei den Portland Trail Blazers. Im NBA Draft nur an Position 36 ausgewählt, entwickelte er sich schnell zu einem wichtigen Spieler für das Team. In den acht Jahren erreichten die Trail Blazers jedes Jahr die Play-offs, 1990 und 1992 sogar das Finale. Robinson wurde 1993 als bester Einwechselspieler mit dem NBA Sixth Man of the Year Award ausgezeichnet. Im darauf folgenden Jahr wurde er für das NBA All-Star Game nominiert und war für mehrere Jahre ein 20-Punkte Scorer für die Blazers. 1997 wechselte er zu den Phoenix Suns. Am 16. Januar 2000 erzielte er in einem Spiel gegen die Denver Nuggets 50 Punkte. Nachdem er zwei Jahre bei den Detroit Pistons als Starter aktiv gewesen war, spielte er noch für die Golden State Warriors und New Jersey Nets in kleineren Rollen. In den Jahren 2000 und 2002 wurde er ins NBA All-Defensive Second Team gewählt. Insgesamt absolvierte Robinson 1.380 NBA-Spiele in seiner Karriere (aktuell Platz 13 der NBA).
Robinson galt während seiner NBA-Karriere als Prototyp eines langen Forwards, der von Außen Würfe treffen konnte. So war er der erste Spieler mit einer Größe von 2,08 m oder länger, der 1.000 Dreipunktetreffer übertraf. Später wurde er unter anderem von Dirk Nowitzki übertroffen.
Robinson starb am 29. August 2020 im Alter von 53 Jahren in Portland, wo er lange Zeit als Profi aktiv war.

## Auszeichnungen
- NBA All-Star: 1994
- NBA All-Defensive Second Team: 2000, 2002
- NBA Sixth Man of the Year Award: 1993